# Grupul Sigma
Este un grup de artisti din anii 1970 din Timișoara.

## Numele grupului
Numele grupului, "Σ", sau "SIGMA", a fost derivat din simbolul matematic pentru "sumă", simbolizând efecte sinergetice ale colaborării membrilor grupului. Matematicianul Codreanu propusese "Σ I" (Sigma I), însemnând "sumă de unități", o sumă de individualități. Cu timpul numele a fost abreviat Sigma.  Numele Sigma a apărut doar după aderarea lui Codreanu în 1970, dar grupul se formase încă din 1969.

## Istoria grupului

Grupul SIGMA. Din stânga: Stefan Bertalan, Elisei Rusu, Lucan Codreanu, Ion Gaita, Doru Tulcan, Constantin Flondor

După participarea membrilor 111 la Nürnberg Biennale für konstruktive Kunst în 1969, Roman Cotoșman nu s-a mai întors în România și s-a mutat la Philadelphia, SUA, gruparea 111 astfel dezintegrându-se. Lui Bertalan și lui Flondor, care continuaseră să lucreze împreună, s-a alăturat Doru Tulcan ca co-fondator al unei noi grupări. La scurt timp după aceasta au aderat și artiștii Ion Gaita și Elisei Rusu, precum în 1970 matematicianul Codreanu. Codreanu îi cunoscuse pe artiști la serile de bionică organizate și găzduite de Dr. Edouard Pamfil și datorită intereselor comune, interdisciplinare s-au decis să conlucreze. 
Altfel ca în cazul grupării 111, unde artiștii aveau un schimb de idei intens dar lucrau individual, Sigma a însemnat o modificație significantă operațională, o schimbare majoră a modului de manifestare, și o intensificare a prieteniei profesioniale. "Laboratorul" principal al grupului era Liceul de Arte Plastice Timișoara unde s-au realizat multe proiecte experimentale ale grupului, având și efectul modernizării radicale a învățământului de artă la Timișoara, sub influență puternică Bauhaus, a constructivismului și noi tendințe în  artă și arhitectură.
Dezmembrarea grupului a avut loc încet, pe parcursul cîtorva ani, și nu a fost niciodată declarată formal. Ultima acțiune comună în manieră Sigma a avut loc în 1976 pe malul râului Timiș. "Multivision" a lui Flondor și Tulcan, în 1978, în sala de sport a Liceului de arte plastice Timișoara a fost ultima manifestație publică a Sigma; au fost prezenți toți membri grupului. Flondor scrie, "(...) în 1978-79 spiritul grupului plutea încă în aer."  Flondor și Tulcan au fost singurii care au mai colaborat intens la sfârșitul anilor 1970, în special cu film și proiecții experimentale spațiale.